# Sérgio Lima
Sergio Cláudio de Franceschi Lima (Pirassununga, 1939) foi um poeta, artista plástico e pensador brasileiro. Era filho do pintor Heros Lima.
Obteve o título de Doutor em Letras, pela FFLCH-USP, na área de Literatura Brasileira, com a tese "Surrealismo - Polêmica de sua Recepção no Brasil Modernista".

## Obra
Como poeta, Sergio Lima distinguiu-se pela ligação direta com o surrealismo. Seu primeiro livro (Amore) foi mencionado pelo periódico francês La Brèche - Action Surréaliste, dirigido por André Breton, em fevereiro de 1965.
Era considerado o maior especialista em surrealismo no Brasil, tendo escrito diversas obras de referência sobre o assunto. Desde os anos 60 mantém ativo o soi-disant Grupo Surrealista de São Paulo, formado em torno de si, com a participação de diversos nomes representativos da literatura e da arte brasileiras ao longo de quase cinco décadas de atuação. Do Grupo Surrealista de São Paulo fizeram parte, em algum momento: Leila Ferraz, Raul Fiker, Nelson Guimarães de Paula, Floriano Martins, Claudio Willer, Marcus Salgado, Alex Januário, Elvio Fernandes, entre outros. Nos anos 70, integrou o importante Grupo Phases, liderado por Edouard Jaguer.
Estreou em 1960, com o texto "A planície verde", publicado no primeiro número da revista de cinema e literatura "Delírio", criada em companhia de Gustavo Dahl, Rudá de Andrade, Fernando Seplinski e Jean-Claude Bernardet.
Em 1967, organizou a XIII Exposição Internacional do Surrealismo, na FAAP, em São Paulo, com auxílio de Flávio de Carvalho, de que resultou o primeiro número da revista A Phala. O segundo número foi publicado em 2013, sob direção de Sergio Lima, contendo as pranchas com as frottages de "Retorno ao selvagem", realizadas em 1957.
Como crítico e ensaísta, escreveu em vários periódicos brasileiros e estrangeiros: Status, Arte em São Paulo, Organon, Imaginário, Revista de Cultura e Mídia, Salamandra, Union Libre, Con-Texto etc.
Seus trabalhos estão incluídos em antologias e coletâneas, no Brasil e em outros países.
Ministrou inúmeros cursos e palestras e coordenou oficinas literárias em universidades, casas de cultura e outras instituições.
Faleceu em São Paulo em 25/07/2024, ano do centenário do Movimento surrelista. 

## Principais obras publicadas
- Amore. São Paulo: Massao Ohno, 1963.
- A Phala: Revista do Movimento Surrealista Internacional. São Paulo: Faap, 1967.
- O corpo significa. São Paulo; Edart, 1976.
- A festa deitada. São Paulo: Quíron, 1976.
- Collage em nova superfície: Textos sobre a re-utilização dos resíduos (impressos) do registro fotográfico. São Paulo: Massao Ohno: Parma: Raul di Pace, 1984.
- A alta licenciosidade. São Paulo; Edição do Autor, 1985.
- Aluvião Rei. Lisboa: &etc, 1992.
- A Aventura Surrealista - Tomo I. Campinas: Unicamp: São Paulo: Unesp, 1995.
- Poemas Tableaux. Vila Nova de Famalicão: Centro de Estudos do Surrealismo, 2007.
- Retorno ao Selvagem. Vila Nova de Famalicão: Centro de Estudos do Surrealismo, 2007.
- O Olhar Selvagem: O Cinema dos Surrealistas. São Paulo: Algol, 2008.
- Cantos à Mulher Nocturna. Coimbra: Edições Debout sur l´oeuf, 2009.
- A Aventura Surrealista - Tomo II. Sâo Paulo: Editora da USP, 2010.
- Secrets in Red and Green (em parceria com o fotógrafo norte-americano Richard Misiano-Genovese). New York: La Belle Inutile, 2013.
- A Phala 2: Revista do Movimento Surrealista. Sevilla: Publidisa, 2013.
- O rasgo absoluto. Coimbra: Edições Debout sur l´oeuf, 2016.